# عبدالجلیل بوعنان
عبدالجلیل بوعنان (انگلیسی: Abdeldjalil Bouanani؛ زادهٔ ۲۷ ژوئیهٔ ۱۹۶۶) بازیکن هندبال اهل الجزایر بود.